# Fauvette des Baléares
Curruca balearica
Espèce
Statut de conservation UICN

 LC  : Préoccupation mineure
La Fauvette des Baléares (Curruca balearica) est une espèce de passereaux de la famille des Sylviidae.
Cet oiseau est endémique des îles Baléares.

## Systématique
La fauvette des Baléares faisait anciennement partie du genre Sylvia, mais a depuis été reclassée dans le genre Curruca après que celui-ci a été séparé de Sylvia.